# Pyrenula rockii
Pyrenula rockii är en lavart som beskrevs av Zahlbr. Pyrenula rockii ingår i släktet Pyrenula och familjen Pyrenulaceae.   Inga underarter finns listade i Catalogue of Life.